# Vianópolis
Vianópolis es un municipio brasileño situado en el estado de Goiás. Su población estimada en 2006 es de 17.530 habitantes.
Limita con los municipios de Silvânia, Luziânia, Orizona, São Miguel do Passa Quatro y   Pires do Rio .

## Economía
Situada en la región del ferrocarril tiene una economía basada en la producción de soja y otros productos agrícolas. También destaca la producción de ladrillos, que se venden en Brasilia.
- Datos: Q22067073
- Multimedia: Vianópolis / Q22067073